# АЕС Гравлін
АЕС Гравлін (фр. Centrale nucléaire de Gravelines) — діюча атомна електростанція на півночі Франції в регіоні Нор — Па-де-Кале. 
АЕС розташована березі протоки Па-де-Кале на території комуни Гравлін в департаменті Нор між містами Кале і Дюнкерк.
АЕС «Гравлін» займає в рейтингу найбільших атомних станцій п'яте місце у світі, друге місце в Європі (після Запорізької АЕС) і перше в Західній Європі (в тому числі і у Франції).
На АЕС експлуатується 6 енергоблоків з реакторами з водою під тиском (PWR) СР1 розробки Framatome потужністю по 951 МВт. Конструкція реакторів енергоблоків № 5 і № 6 базується на основі CPR-1000. Вихідна потужність її шести реакторів, становить 5460 МВт. Вода, що охолоджує 6 реакторів станції, надходить з Північного моря.
На станції працює 1680 штатних співробітників. Станом на 2 серпня 2010 року вона стала другою атомною станцією в світі, яка виробляє понад тисячу терават-годин електроенергії, після АЕС Брюс в Онтаріо, Канада, яка подолала цю віху в 2009 році.
Реактори енергоблоків № 5 і № 6 спочатку були призначені для експорту в Іран, але замовлення було скасовано після Іранської революції в 1979 році. Їхня конструкція, відома як CPY, була основою для китайського CPR-1000. Проміжна похідна називається M310.

## Інциденти
- У 2006 році, коли енергоблок № 3 було виведено з ладу для планової дозаправки, було виявлено, що під час останнього відключення в 2005 році електричний провід не був належним чином підключений. Це присвоїло рівень 1 за шкалою INES, найнижчий рівень за 7 балами.
- У 2007 році завод зазнав чотирьох окремих подій, які кваліфікувалися як рівень 1 за шкалою INES.
- У серпні 2009 року під час щорічної заміни пакетів палива в реакторі-1 один зв’язок застряг у верхній транспортно-розвантажувальній конструкції, що призупинило роботу та спричинило евакуацію та ізоляцію будівлі реактора [6].
- 11 серпня 2025 року, згідно повідомлення французького оператора електростанцій Électricité de France (EDF), АЕС «Гравлін» була зупинена через нашестя медуз, які засмітили фільтри системи охолодження чотирьох реакторів. Два інші реактори - перебувають на техобслуговуванні, перезапуск заплановано на 14 серпня[6].

## Охолоджуюча вода
Охолоджувальна вода, яка переносить відпрацьоване тепло від заводу, використовується для аквакультури в місці під назвою Route De L'aquaculture.
Місцева громада аквафермерів, які вирощують європейського сібаса та дораду. Тепла вода допомагає їм рости швидше.

## Інформація по енергоблоках
| Енергоблок | Тип реакторів | Потужність | Потужність | Початок будівництва | Фізпуск    | Підключення до мережі | Введення в експлуатацію | Закриття |
| Енергоблок | Тип реакторів | Чиста      | Брутто     | Початок будівництва | Фізпуск    | Підключення до мережі | Введення в експлуатацію | Закриття |
| ---------- | ------------- | ---------- | ---------- | ------------------- | ---------- | --------------------- | ----------------------- | -------- |
| Гравлін-1  | PWR, CP1      | 910 МВт    | 951 МВт    | 01.02.1975          | 21.02.1980 | 13.03.1980            | 25.11.1980              | —        |
| Гравлін-2  | PWR, CP1      | 910 МВт    | 951 МВт    | 01.03.1975          | 02.08.1980 | 26.08.1980            | 01.12.1980              | —        |
| Гравлін-3  | PWR, CP1      | 910 МВт    | 951 МВт    | 01.12.1975          | 30.11.1980 | 12.12.1980            | 01.06.1981              | —        |
| Гравлін-4  | PWR, CP1      | 910 МВт    | 951 МВт    | 01.04.1976          | 31.05.1981 | 14.06.1981            | 01.10.1981              | —        |
| Гравлін-5  | PWR, CP1      | 910 МВт    | 951 МВт    | 01.10.1979          | 05.08.1984 | 28.08.1984            | 15.01.1985              | —        |
| Гравлін-6  | PWR, CP1      | 910 МВт    | 951 МВт    | 01.10.1979          | 21.07.1985 | 01.08.1985            | 25.10.1985              | —        |